# Modlin

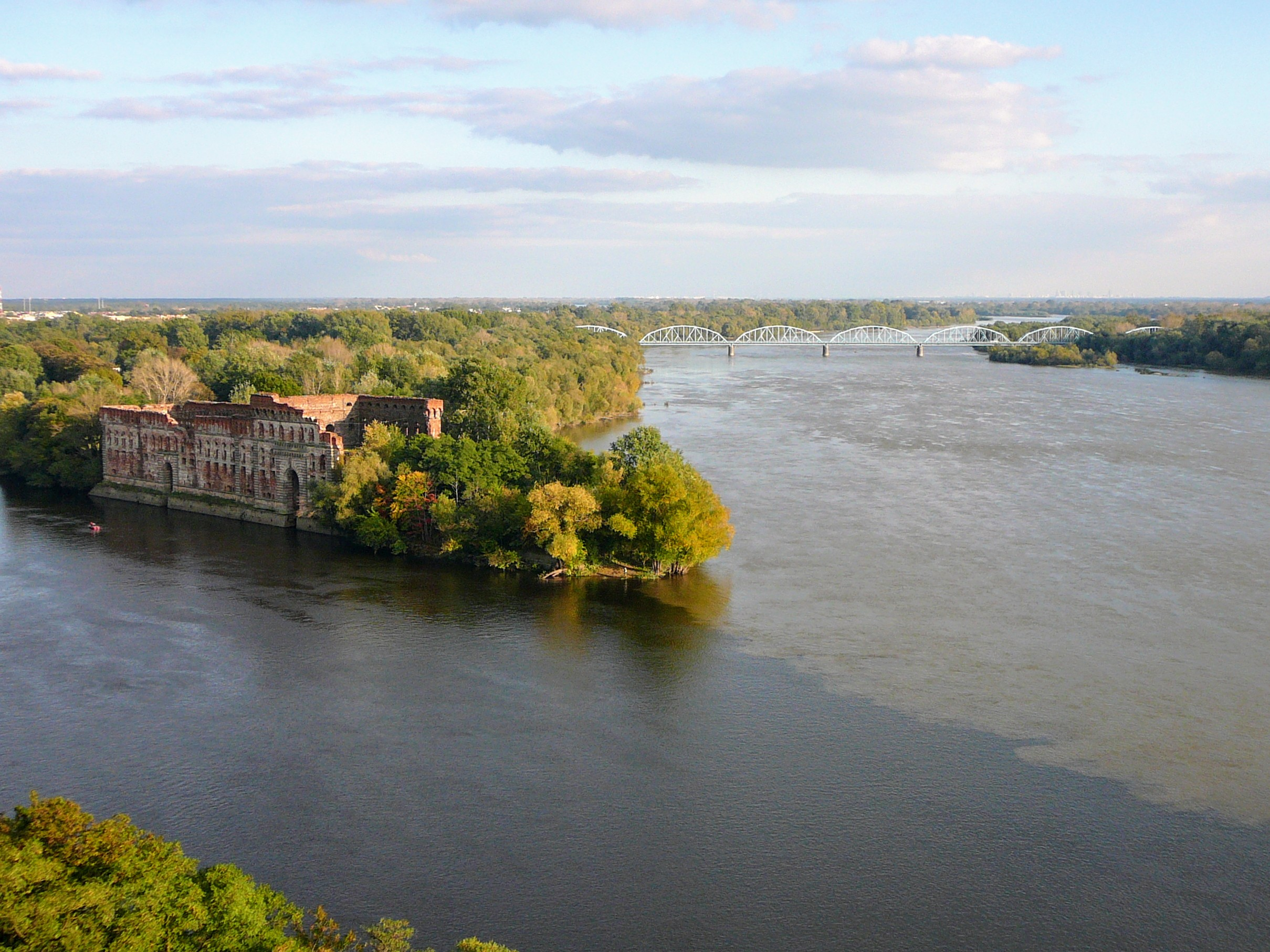
Confluence du Narew et de la Vistule à Modlin, village de la commune de Nowy Dwór Mazowiecki.

Modlin est un village de la voïvodie de Mazovie, en Pologne, situé à environ 35 km de Varsovie, au confluent du Narew et de la Vistule. Depuis 1961, il est administrativement rattaché à la commune de Nowy Dwór Mazowiecki.
Ce village a donné son nom à :
- la forteresse de Modlin ;
- la bataille de Modlin ;
- l’aéroport de Modlin.